# Мусульманський культурний центр у Варшаві
Мусульманський культурний центр (пол. Ośrodek Kultury Muzułmańskiej w Warszawie) — мечеть у місті Варшава. Розташована мечеть у районі Охота.

## Історія
Будівлю спроектувала студія KAPS Architekci. Вона має форму куба з конусоподібним мінаретом і півсферою в одному з кутів.
Будівництво мечеті розпочато у вересні 2009 року та завершено у третьому кварталі 2014 року. Загальна площа цього триповерхового будинку становить 3588 кв.м, а корисна площа — 947 кв.м. Головним спонсором будівництва срібної споруди був благодійник з Саудівської Аравії.
Мечеть розташована на 400 осіб.

## Галерея

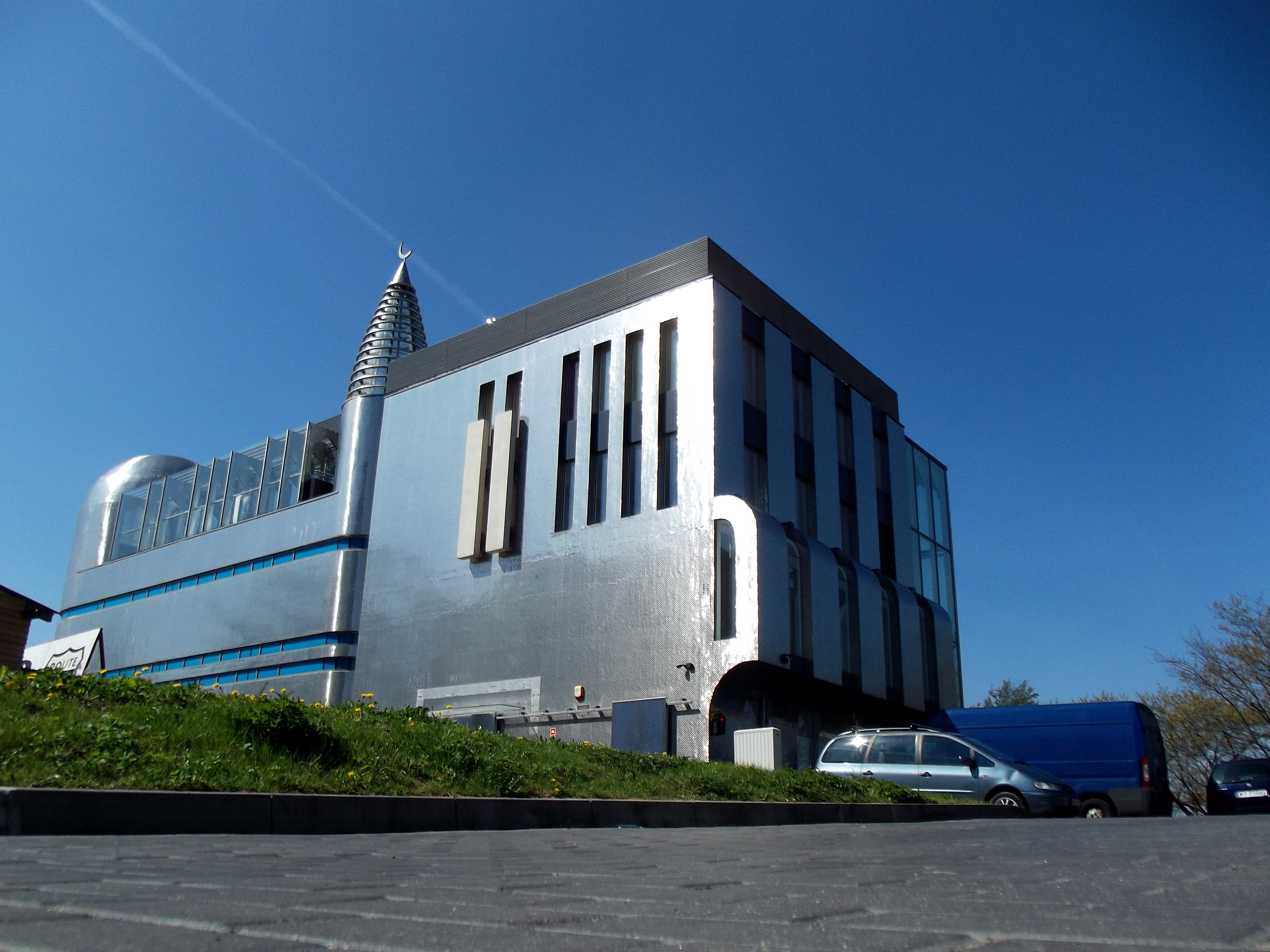
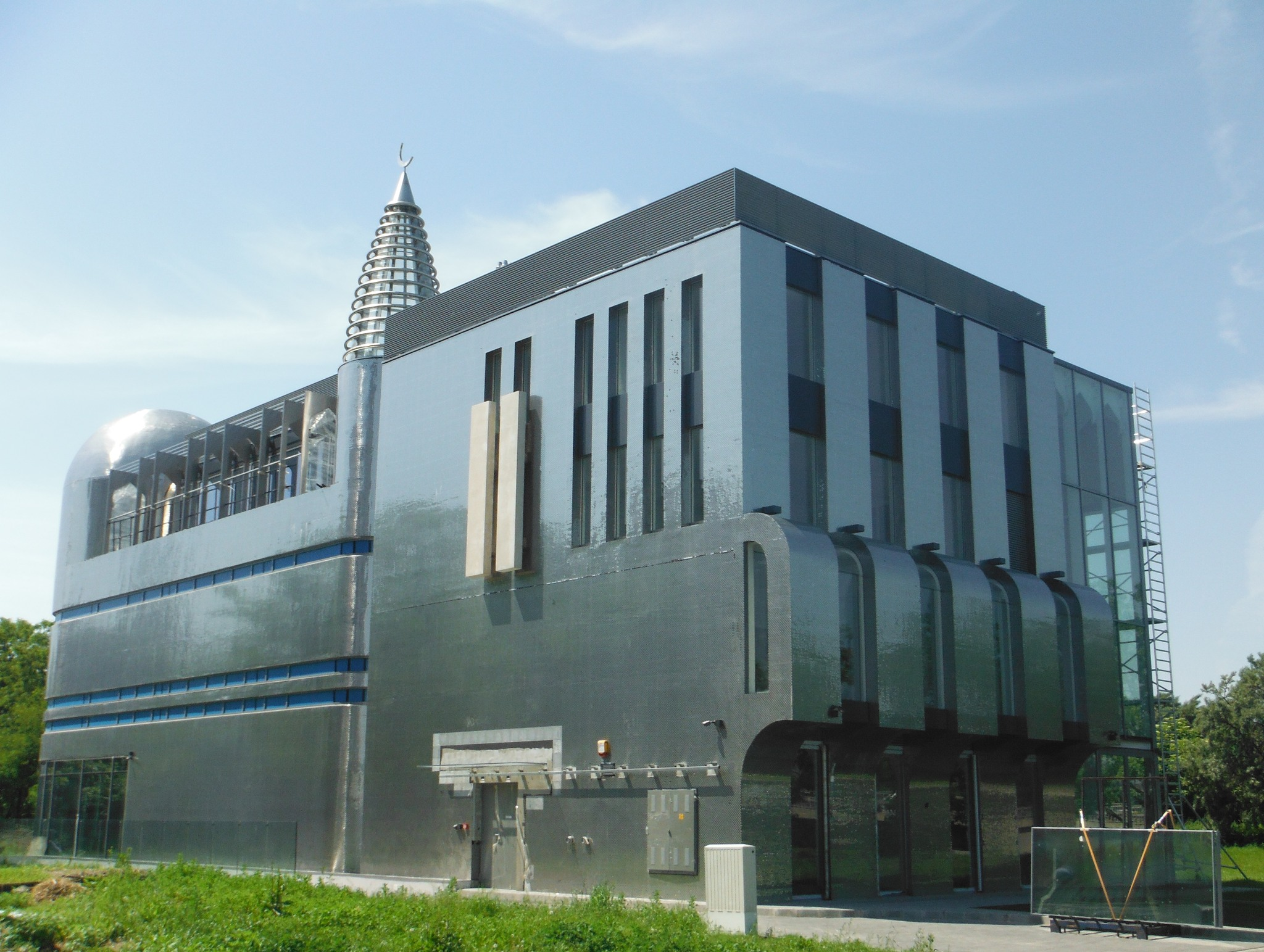